# Die Pranke der Natur (und wir Menschen)
Die Pranke der Natur (und wir Menschen) – Das Erdbeben von Japan, das die Welt bewegte, und das Zeichen von Tschernobyl ist ein Hörspiel nach einem Text von Alexander Kluge. Die Bearbeitung und Regie erfolgte durch Karl Bruckmaier; die Musik stammt von Gustav, Ikue Mori und „alva noto“ (Carsten Nicolai). Das Stück wurde vom Bayerischen Rundfunk produziert und am 26. November 2011 im Hörfunkprogramm Bayern 2 urgesendet.
Im November 2011 wurde es von der Deutschen Akademie der Darstellenden Künste als Hörspiel des Monats ausgezeichnet und erschien im Februar 2012 auf CD.

## Inhalt
Zitate und Berichte aus Geschichte, Natur- und Geisteswissenschaften, Katastrophenrezeption, -forschung und -vorhersagen und dem menschlichen Umgang damit mischen sich im Hinblick auf die Nuklearkatastrophe von Fukushima und die Nuklearkatastrophe von Tschernobyl mit Auszügen aus Das fünfte Buch: Neue Lebensläufe collagenhaft mit (der Beschreibung von) „Abbildungen“ und Musikstücken sowie kurzen Interviews mit dem Autor.
Aus dem Booklet der CD:

„Kurze Zeit, bevor das Erdbeben die Nordinsel von Japan um 4 Meter versetzte, der Glockenschlag war bis in die Schweizer Berge zu messen, hatte eine Forschergruppe an der Universität Sendai, die in der gleichen Präfektur wie das AKW Fukushima liegt, festgestellt, dass 1000 Jahre zuvor, nämlich im Jahre 869 n. Chr., bereits ein ähnlich schweres Beben, gefolgt von einem Tsunami stattgefunden hat und dass sich – nach ihren Messungen – alle 1000 Jahre ein solches Unglück wiederholt. Jetzt seien bereits mehr als 1000 Jahre ins Land gegangen uns sie müssten vor dem Großen Beben warnen. Wenige Wochen später erschütterten die Ereignisse in Japan die Welt. Wir Menschen sind auf diesen langen Atem der Natur und auch auf solch plötzliche Gewalt nicht vorbereitet. Es gibt aber menschliche Gemeinwesen und Menschen, die auf die Pranke der Natur achten und auf sie zu antworten wissen. … Und so sind wir in der Lage, die Zeichen von Fukushima und auch von Tschernobyl wenigstens nachträglich zu lesen.“

### Mitwirkende
- Katja Bürkle
- Hannelore Hoger
- Nico Holonics
- Alexandra Kluge
- Gabriel Raab
- Edgar Reitz
- Helge Schneider
- Helmut Stange
- Kathrin von Steinburg
- Jochen Striebeck